# Порт «Очаків»
Порт «Очаків» — порт, розташований в Миколаївській області. Належить до бізнес-імперії проросійського олігарха Вадима Новинського.

## Історія
Про плани будівництва в Очакові великого морського комплексу компанія «Смарт-Холдинг» заявила ще у 2008 році, коли в Україні почався справжній «глибоководний бум». Саме тоді з'явилося відразу кілька аналогічних інвестиційних програм. Серед найбільш масштабних — будівництво глибоководних портів на озерах Тобечикському і Донузлав у Криму, а також в акваторії Скадовського порту і в районі Жебріянської бухти на Дунаї. Однак через кризу практично всі вони були щасливо «поховані». Тим часом план створення гирлового порту в Очакові вдалося не тільки зберегти, але і частково реалізувати. Зокрема, за 2008—2011 роки в порту побудована універсальна причальна стінка довжиною 140 метрів, а також зернопереробний комплекс і склад, що дозволяє накопичувати суднові партії зернових вантажів.
Проєкт передбачав будівництво чотирьох терміналів: терміналу для транзиту залізорудної сировини потужністю 15 млн тонн, коксівного вугілля потужністю 5 млн тонн на рік, а також зернового термінала на 5 млн тонн на рік і контейнерного — на 3 млн TEU. Очікувалося, що до 2017 року розрахунковий вантажообіг нового порту складе понад 21 млн тонн насипних вантажів і 2 млн TEU для контейнерного термінала. Також в планах «Смарт-холдингу» — прокладання приблизно 70-кілометрової залізничної гілки — від станції Ясна Зоря до Очакова і 50-кілометрової автодороги від села Кам'янка до порту.
Крім того, бізнес-план передбачав поглиблення акваторії і підхідного каналу до Очаківського порту до 18 метрів, що дало б змогу приймати судна вантажопідйомністю до 50 тис. Тонн і 75 тис. Тонн відповідно. Спочатку вартість проєкту оцінювалася в $ 1,55 млрд, потім ця сума була збільшена до півтора мільярда євро. Цей проєкт отримав одностайну підтримку на всіх рівнях влади. Планувалося, що вже через три роки, тобто у 2012 році, новий портовий комплекс запрацює на повну котушку, однак економічна криза відстрочила ці плани.
У травні 2023 року порт було заарештовано СБУ у рамках санкцій проти російсько-українського олігарха Вадима Новинського, якому належав цей порт.